# Les Lignes de Wellington
Pour plus de détails, voir Fiche technique et Distribution.
Les Lignes de Wellington (titre original : portugais : As linhas de Torres Vedras) est un film franco-portugais réalisé en 2012 par Valeria Sarmiento, la compagne de Raoul Ruiz. Celui-ci avait commencé le projet, mais est mort avant le tournage. Le film est présenté en compétition officielle lors de la Mostra de Venise 2012. Il est également sélectionné pour représenter le Portugal aux Oscars du cinéma 2014 dans la catégorie meilleur film en langue étrangère.
Œuvre romanesque et picturale, le film met en scène une série de petites histoires individuelles dans le cadre de la troisième invasion napoléonienne au Portugal dans le sillage des invasions françaises lors de la Guerre d'indépendance espagnole.

## Synopsis
En 1810, les troupes napoléoniennes du maréchal Masséna envahissent depuis l'Espagne le nord du Portugal, afin de renverser la monarchie portugaise et mettre en place le blocus continental contre le Royaume-Uni. Cependant, les erreurs tactiques du maréchal français entraînent de lourdes pertes dans les rangs de son armée lors de la bataille de Buçaco. Les troupes anglo-portugaises, commandées par le duc de Wellington, en profitent pour se replier stratégiquement au sud, derrière des lignes de fortifications créées de toutes pièces par Wellington. Celui-ci n'hésite pas à pratiquer une politique à outrance de la terre brûlée.
Chargées de défendre Lisbonne, les lignes de Torres Vedras sont constituées de forts construits depuis 18 mois, dans le plus grand secret, par les Portugais et les Anglais. Ils se répartissent sur trois rangs de 15 lieues de large entre l'océan et le Tage, et sont l'ultime chance de contrer l'avance du corps d'armée français. La population rurale, entièrement réquisitionnée pour cela, paie un lourd tribut en matériel et en pillages. À l'exode massif vers le sud s'ajoutent les exactions des Français et les pillages de diverses bandes organisées, factions et déserteurs. Le pays est exsangue, mais nourri par la volonté farouche de la lutte nationaliste et religieuse pour battre la France révolutionnaire ; les Français sont décimés et affaiblis par les guérillas, la faim et l'absence de logistique ; quant à Wellington, il est obsédé par son image et celle qu'il laissera dans l'histoire.

## Fiche technique
- Titre : Les Lignes de Wellington
- Titre original : As linhas de Torres Vedras
- Titre international : Lines of Wellington
- Réalisation : Valeria Sarmiento (préparation de Raoul Ruiz)
- Scénario : Carlos Saboga et Raoul Ruiz
- Photographie : André Szankowski
- Décors : Isabel Branco
- Musique : Jorge Arriagada
- Montage Valeria Sarmiento et Luca Alverdi
- Producteur : Paulo Branco
- Sociétés de production : Alfama Films et France 3 Cinéma, en association avec la SOFICA Cofinova 8
- Pays d'origine :  France et  Portugal
- Langue : portugais, anglais, français
- Durée : 2 h 31 min
- Dates de sortie :
  - 4 septembre 2012 lors de la Mostra de Venise
  - 21 novembre 2012 en France

## Distribution
- Nuno Lopes (V. F. : lui-même) : le sergent Francisco Xavier
- Afonso Pimentel : Zé Maria
- Carloto Cotta (V. F. : Lionel Cecilio) : le lieutenant Pedro de Alencar
- Marisa Paredes (V. F. : Jacqueline Corado) : Filipa Sanches
- Soraia Chaves (V. F. : Isabelle Andrade) : Martírio
- Jemima West : Maureen Percy
- Victória Guerra (V. F. : Aurélia Koffler-Dausse) : Clarissa Warren
- Marcello Urgeghe (V. F. : Marcello Urgeghe) : le major Jonathan Foster
- Miguel Borges : Manuel Pena Branca
- Filipe Vargas (V. F. : Filipe Vargas) : Vicente de Almeida
- Adriano Luz (V. F. : lui-même) : Bordalo
- Albano Jerónimo : l'abbé
- Joana de Verona : Brites
- Gonçalo Waddington : l'infirmier Eusébio
- Manuel Wiborg : Ti Miguel
- João Luís Arrais : le jeune autiste
- John Malkovich (V. F. : lui-même) : le duc de Wellington
- Melvil Poupaud : le maréchal Masséna
- Mathieu Amalric : le général Marbot
- Vincent Perez : Henri Lévêque (de)
- Elsa Zylberstein : sœur Cordélia
- Miriam Heard : Odile de Ségur
- Sara Carinhas : Mariana de Ourém
- Christian Vadim : le maréchal Soult

Avec la participation spéciale de
- Michel Piccoli : Léopold Schweitzer
- Catherine Deneuve : Severina Schweitzer
- Isabelle Huppert : Cosima Pia
- Chiara Mastroianni : Eugénie Renique, la maîtresse du maréchal Masséna
- Malik Zidi : Octave de Ségur
- Maria João Bastos : Maria de Jesus
- Paulo Pires : Alberto

## Projet et réalisation du film
Ce film est avant tout né de la volonté du producteur portugais Paulo Branco qui voulait absolument faire un film d'époque retraçant les invasions napoléoniennes au Portugal. Conforté dans ce projet par la région de Torres Vedras qui souhaite célébrer le bicentenaire de l'évènement et décide de financer le projet initial, Paulo Branco décide alors de demander l'écriture d'un scénario à Carlos Saboga que Raoul Ruiz, qui vient de terminer son précédent opus Mystères de Lisbonne (2010), devra réaliser. L'ensemble du travail d'écriture et des préparatifs au film (constitution de l'équipe, distribution portugaise, repérages, création des costumes) sont menés à bien par le réalisateur, mais, atteint d'un cancer, Raoul Ruiz meurt à Paris à la suite d'une infection pulmonaire le 19 août 2011 sans pouvoir commencer le tournage. La production du film, un temps mise en suspens, est cependant poursuivie par Paulo Branco qui réussit à confirmer après la mort de Raoul Ruiz la participation d'acteurs vedettes (John Malkovich et Michel Piccoli) et ainsi à boucler un budget de 4,8 millions d'euros avec l'aide de la région et d'autres partenaires financiers dont France 3 Cinéma. Le tournage est confié à Valeria Sarmiento, la compagne de Ruiz qui est également monteuse et réalisatrice.
Après la mort du réalisateur franco-chilien, la distribution des rôles revêt un caractère particulier. Ce sont ses acteurs fétiches et réguliers depuis de très nombreuses années qui intègrent le film en une sorte de dernier hommage posthume. À cette fin, une scène réunissant Michel Piccoli, Catherine Deneuve, et Isabelle Huppert est spécialement écrite pour permettre leur participation au film. Le tournage débute en novembre 2011 et dure douze semaines. Il est réalisé exclusivement au Portugal dans les villes de Lisbonne, Torres Vedras, Gouveia, et Óbidos (notamment au château de Óbidos) et prend fin en février 2012. En mars 2012, les compositions de Jorge Arriagada constituant la bande sonore de l'œuvre sont enregistrées sous la direction de Laurent Petitgirard au studio Acousti à Paris.
Comme pour Mystères de Lisbonne le précédent film de Raoul Ruiz, Les Lignes de Wellington est monté en un film unique de longue durée destiné au grand écran ainsi que dans une version augmentée pour la télévision diffusée sur Arte en trois épisodes le 25 décembre 2014.

## Réception critique et publique
Le film reçoit un bon accueil lors de sa présentation à la Mostra de Venise, considérant que de reprendre le projet de Raoul Ruiz était relativement risqué mais que la réalisatrice « délivre une œuvre aboutie [...] dont la mise en scène dégage une amplitude virtuose ». Dans Les Inrocks, le film est également un « coup de cœur » de la rédaction qui souligne la « mise en scène élégamment classique » et la capacité de Valeria Sarmiento à « mêler le collectif et le particulier, les scènes d’action et les passages intimistes, la grande histoire politique et la petite histoire des sentiments [...] dans une maîtrise romanesque et feuilletonesque irrésistibles ».
Lors de sa sortie en France en novembre 2012, la critique du Monde souligne particulièrement le réalisme du film et l'analyse qu'il propose de la véritable nature de cette guerre dans un « précis de destruction » mêlant « la beauté plastique [...] à la description d'une situation cruelle » tout en s'écartant de vouloir filmer des grandes batailles pour s'attacher aux conséquences à l'arrière du front, sur les troupes et sur les populations, une fois le brouillard de la guerre dissipé. Les Lignes de Wellington est pour La Croix une œuvre en forme de « recherche philosophique, jamais pesante, sur l’homme dans la guerre ». Pour Le Point, il s'agit d'une « œuvre majestueuse [...], d'une éclatante réussite » dans laquelle le travail de Raoul Ruiz continue de se faire sentir, malgré sa mort, grâce à la qualité de réalisation de Valeria Sarmiento qualifiée d'« intelligente et romanesque ». Serge Kaganski dans Les Inrocks est exactement sur la même ligne lorsqu'il constate la force romanesque et la beauté plastique de l'œuvre rappelant celle des « films à grand spectacle de jadis » tout en soulignant que la réalisatrice, usant d'un style « stendhalien », est « moins baroque, moins labyrinthique, moins gigogne » que ne pouvait l'être Raúl Ruiz, au style plus « proustien ».
Moins enthousiaste Olivier Séguret dans Libération, s'il reconnait que la cinéaste a fait totalement sien un film dont Raoul Ruiz n'avait été qu'un instigateur — « [sans] cherch[er] à imiter ce que Ruiz aurait pu en faire ni à en faire chanter la nostalgie » —, il juge que le film « déroule son cours avec une constance sans dynamisme, sans déboîtement » et qu'au final la pléthore d'acteurs prestigieux venus honorer la mémoire du cinéaste disparu donne lieu à des scènes intéressantes formant alors « un vrai bloc de bon cinéma » mais qui restent en aparté de la trame d'un film, devenu « déséquilibré » et de ce fait « distordu », ne réussissant pas à s'intégrer dans un tout homogène pour former un « véritable orchestre » et que son travail sur les « portraits de proximité » reste le plus réussi. Alain Riou, lors de l'émission Le Masque et la Plume, juge que le film est une « longue marche lente de film subventionné », un « film décousu » provoquant un certain ennui ; il est soutenu en cela par Pierre Murat (et dans une moindre mesure par Jérôme Garcin) contrairement à Sophie Avon qui salue la « représentation de la guerre » notamment en ce qui concerne l'attachement de la cinéaste aux conséquences sur les populations.
Sur l'ensemble de sa période d'exploitation en salles, le film a réalisé 37 419 entrées en France.

## Discographie
La bande originale du film Les Lignes de Wellington composée par Jorge Arriagada a été éditée sur CD chez Disques Cinémusique en 2013 .